# Savassi
Savassi è un quartiere di Belo Horizonte, prossimo alla zona del Centro. È una delle aree più benestanti della capitale mineira ed è nota per i suoi bar e i suoi ristoranti e la vivace vita notturna.
Fu istituito all'inizio del 2006, quando, prima della riunione della Banca Interamericana di Sviluppo, il comune lo ricavò da parte dell'antico quartiere di Funcionários, creando al contempo il quartiere di Boa Viagem. Il settore nordorientale mantenne il nome di Funcionários.

## Toponimo
Il nome del quartiere deriva da quello di un panettiere italiano, Amilcare Savazzi, che si stabilì in Praça Diogo de Vasconcelos negli anni trenta creando un omonimo panificio. Col tempo il nome della panetteria fu esteso popolarmente tutta la piazza, e in seguito l'intera zona vecchia di Funcionários acquisì la stessa denominazione. A determinarne il successo fu anche un gruppo di giovani famoso per le sue avventure notturne, la Turma da Savassi (Banda di Savassi) che si riuniva alle porte del panificio.

## Dintorni
Vie d'accesso al quartiere sono Avenida Nossa Senhora do Carmo, Avenida do Contorno, Avenida Getúlio Vargas e Avenida Cristóvão Colombo.
Savassi confina con altri otto quartieri: Boa Viagem, Carmo, Cruzeiro, Funcionários, Lourdes, Santo Antônio, São Pedro e Serra.
Un disegno di legge comunale firmato dal consigliere José Lincoln Magalhães prevede l'istituzione di una circoscrizione di Savassi che inglobi l'area delimitata da Praça Tiradentes, Avenida Brasil, Praça da Libertade, Rua da Bahia, Avenida do Contorno, Praça Milton Campos, Avenida Afonso Pena.

## Monumenti e luoghi di interesse
- Centro commerciale Pátio Savassi
- Collegio francescano di Santo Antônio
- Collegio Padre Machado
- Avenida Cristóvão Colombo
- Complesso di Praça da Liberdade
- Scuola d'Architettura dell'Università Federale di Minas Gerais
- Praça Diogo de Vasconcelos (Praça da Savassi).
- Praça da Liberdade